# Вахмістр

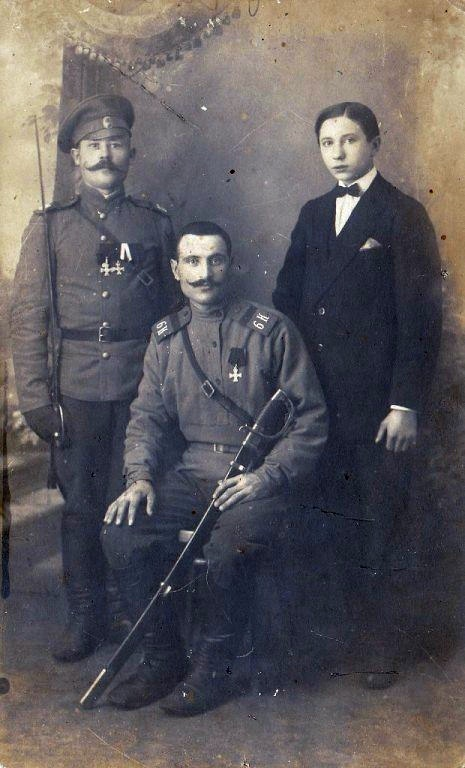
Уродженець Східної Слобожанщини вахмістр окремого корпусу прикордонної варти Власенко І. Г. (Кібартай, Литва, не пізніше 1917)

Ва́хмістр (заст. укр. вахма́йстер; від нім. Wachtmeister) — військове звання унтер-офіцерського складу кавалерії і артилерії в арміях деяких європейських країн, а також в російській імперії (кавалерія, і козачі війська, окремий корпус прикордонної варти а також корпус жандармів) до 1917 року. Також спеціальне звання поліції у деяких федеральних землях ФРН, нижче поліцейське звання, що присвоюється після закінчення курсу первинної підготовки, в народній поліції НДР існувала штатна категорія вахмістрів, в якій власне вахмістр приблизно дорівнював армійському унтер-фельдфебелеві).

## Військове звання

### Середньовіччя
У середньовічних європейських найманих та постійних військах були три різновиди посад вахмістрів: при головнокомандувачі, чи генерал-вахмістр, який з часом став генерал-майором; при полковому командирі, чи полковий вахмістр (нім. Oberst-Wachtmeister), який з часом став майором; при роті, які й стали прообразом військового звання у Московії, Німеччині та Австрії.

### Військове звання Німеччини

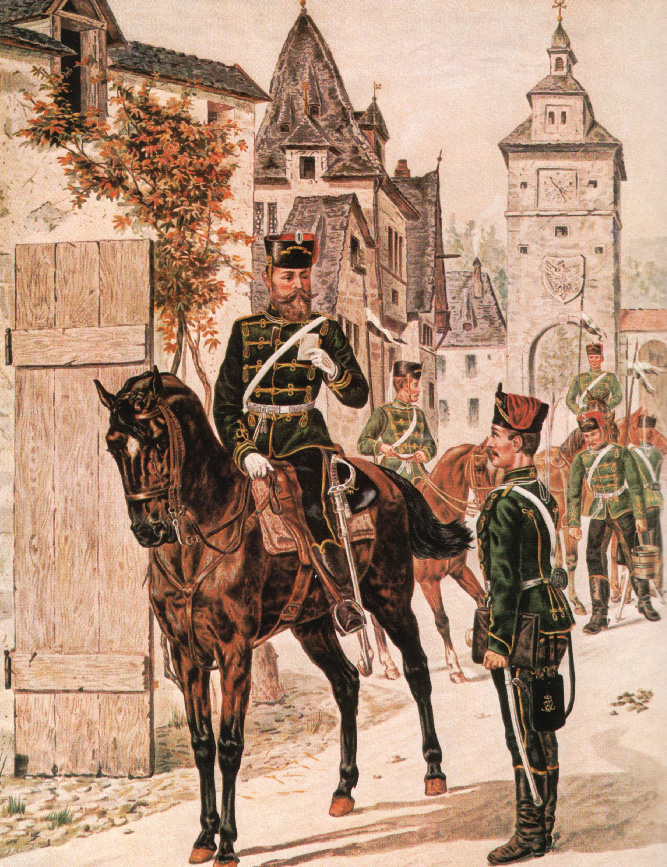
Вахмістр та гусар 10-го гусарського Магдебурзького полку (Пруссія, 1890)

У німецьких арміях XVII—XVIII століття вахмістр був вищим унтер-офіцерським званням; назва (буквально «начальник варти») виникло від того, що в обов'язки вахмістра в ескадроні входила в тому числі організація гарнізонної та вартової служби.
В подальшому в кавалерії та артилерії Прусської армії та Кайзерівській армії було добавлено звання віце-вахмістра. Вахмістр, звання унтер-офіцера з портупеєю, було старше за званням від віце-вахмістра, та молодше від зауряд-офіцера (нім. Offizierstellvertrete), та відповідав званню фельдфебель. З 1808 року за знаки розрізнення вахмістри мали клапани на комірі з унтер-офіцерським галуном, та клапани на обшлагах з двома рядами галунів. З 1845 року за знаки розрізнення вахмістр мав обшиті галуном комір та обшлаг (на обшлагу у два ряди), на комірі був великий «сержантський» ґудзик (29 мм). Також вахмістр мав (як і усі портупей унтер-офіцери) офіцерський темляк. Якщо галуни на обшлагах були відсутні, то на лівий рукав нашивали три галунних кути.
До 1945 року у кавалерійських частинах Вермахту, існували звання унтер-вахмістрів, вахмістрів, обер- та штабс-вахмистрів. Звання вахмістра, яке відповідало фельдфебелю у інших родах та службах і було старше за рангом ніж унтер-вахмістр, та молодше від обер-вахмістра. Знаки розрізнення вахмістра були розташовані на погонах, з облямівкою на яких було розташовано по одній чотирипроменевій зірочці.

### Військове звання Австрії

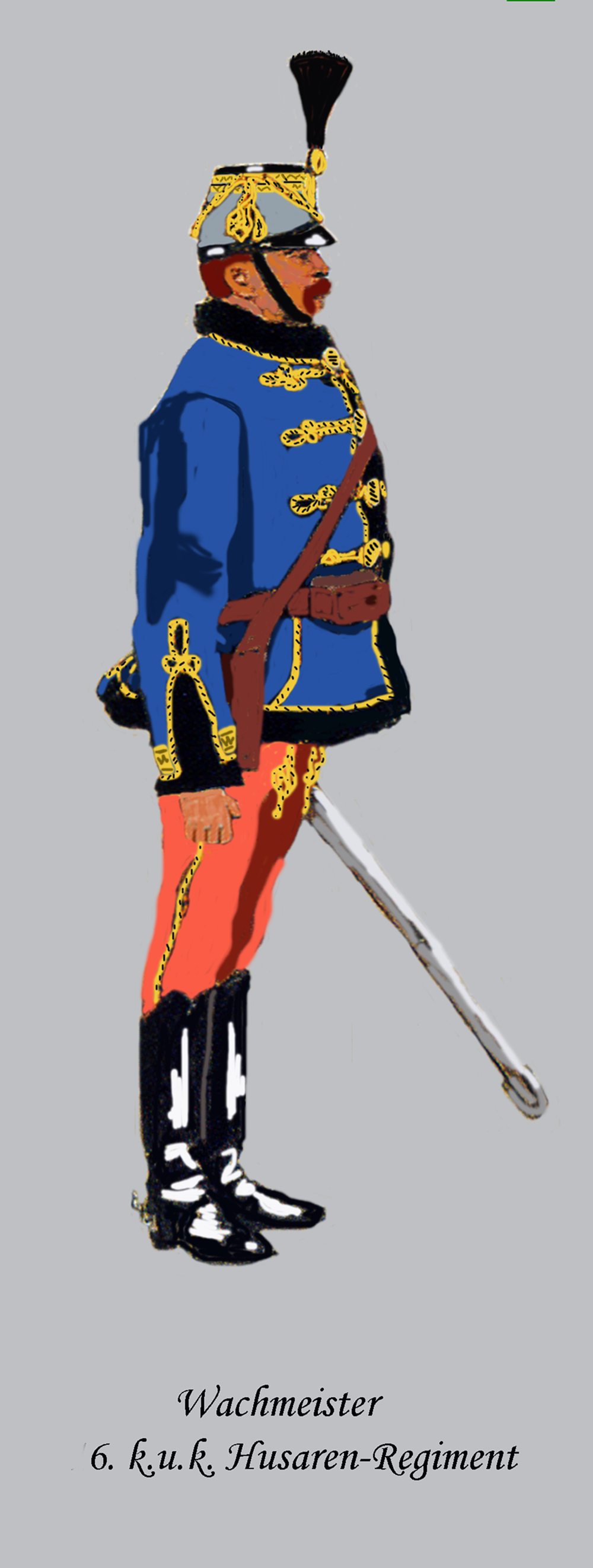
Вахмістр 6-го гусарського полку (Австро-Угорщина, 1916)

Звання вахмістра було присутнє у війську Австрійської (пізніше Австро-Угорської) імперії, де воно було унтер-офіцерським званням у кавалерії та жандармерії. Вахмістр старше за рангом ніж взводний (цугфюрер), та молодше від штабс-вахмістра. Вахмістр кавалерії відповідав фельдфебелю піхоти, обер-єгерю гірських стрільців, феєрверкеру артилерії. Знаками розрізнення вахмістра були три шестипроменеві зірочки на петлиці (чи на комірі мундиру), з вузьким галуном.
В збройних силах Австрії унтер-офіцерське звання, старше за рангом ніж взводний (цугфюрер), але молодше ніж обер-вахмістр. За знаки розрізнення вахмістр має одну шестипроменеву зірочку над смужкою. Код НАТО вахмістра OR-5.

### Військове звання Швейцарії
В збройних силах Швейцарії (де використовуються чотири мови) унтер-офіцерське звання рангу НАТО OR-5b, німецькою мовою «вахмістр». Французькою, італійською, ретороманською звання називається сержант. Вахмістр старше за рангом ніж капрал, але молодше ніж обер-вахмістр. Знаки розрізнення у вигляді куту на погоні. Слід зауважити, що в більшості країн вахмістри були аналогами фельдфебелів і існували паралельно у кавалерії та піхоті. У Швейцарії звання фельдфебеля старше за вахмістра й належить до рангу OR-6.

### Військове звання Нідерландів
В броне-кавалерійських та артилерійських частинах збройних сил Нідерландів унтер-офіцерське звання. Вахмістр (нід. Wachtmeester) старше за рангом ніж капрала 1-го класу, але молодше ніж вахмістр 1-го класу. Знаки розрізнення у вигляді куту на погоні. Відповідає званню сержант інших родів сухопутних сил. Код НАТО вахмістра OR-5.

### Військове звання Польщі
Військове звання вахмістра (пол. Wachmistrz) у Польщі було кавалерійським аналогом звання сержант. За знаки розрізнення у 1919—1925 роках вахмістри мали при стрічки поперек погона з облямівкою тасьмою. У 1925-38 роках погон вахмістра був «чистим», з облямівкою. 1938 року на погоні вахмістра з'являється кут (літера «V»). Звання вахмістра існувало у Польській Народній республіці до 1948 року, коли після скасування підрозділів кінноти усіх вахмістрів обернули на сержантів. Вахмістри за рангом старші від плутованих, та молодше від старших вахмістрів.

Знаки розрізнення вахмістра (1919-1925)
Знаки розрізнення вахмістра (1925-1938)
Знаки розрізнення вахмістра (1938-1939)

### Військовий чинРосійської імперії(1711—1917)

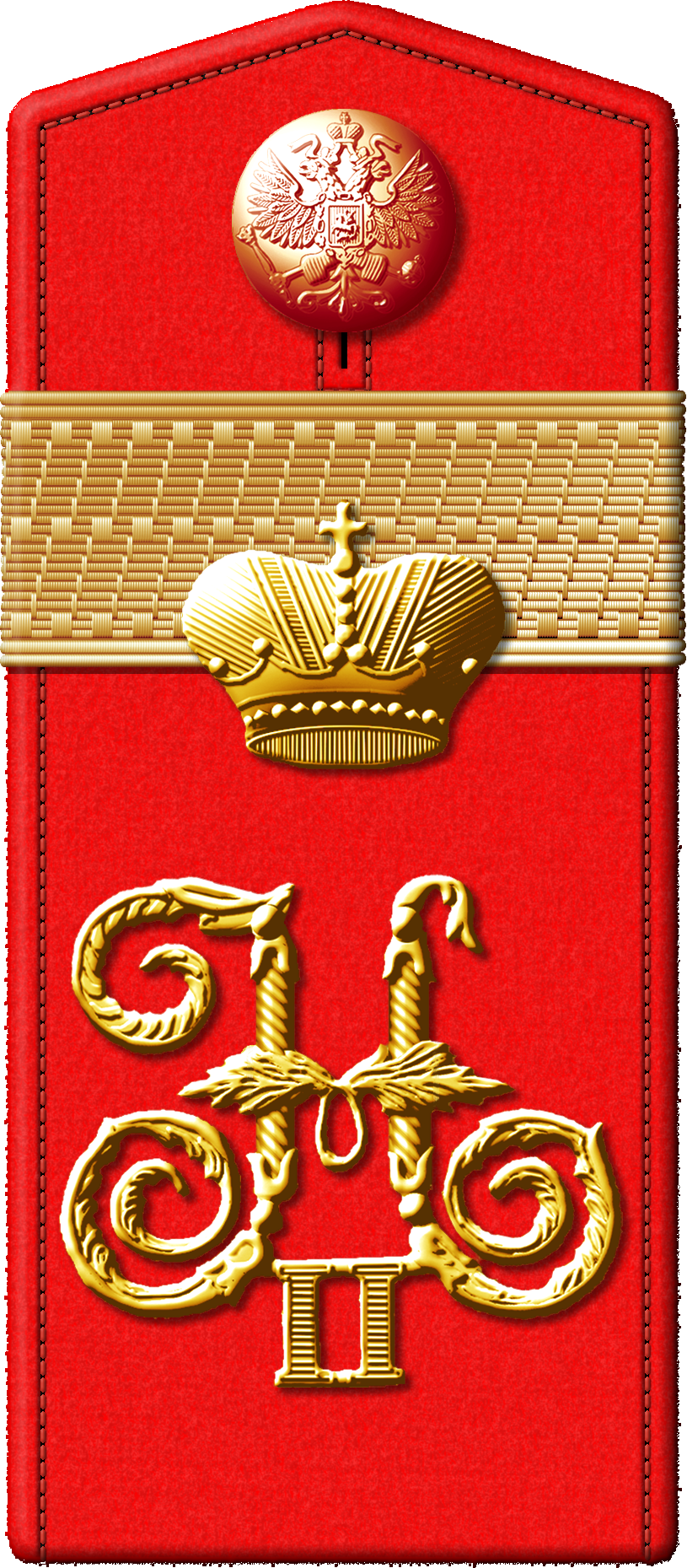
Погон вахмістра Російської імперії

Вахмістр чи вахтмістр (нім. Wachtmeister, від Wacht — сторожа, караул та Meister — майстер) — старший унтер-офіцерський військовий чин та посада у кавалерії, козацьких військах, окремому корпусі прикордонної варти а також корпусі жандармів Російської імперії. Чин відповідав піхотному чину фельдфебеля.
З'явився у війську Московської держави у 1711 році у кавалерії, та у кінної артилерії. Спершу відповідав фельдфебелю інженерних частин, та піхотному сержанту. У 1796 чин сержантів було скасовано, а фельдфебелі з'явилися в усіх військах крім кавалерії. З 1884 року вахмістр був старше за рангом ніж старший унтер-офіцер, але молодше від корнета у мирний час, та підпрапорщика у військовий. Гвардійські вахмістри стояли на один ранг нижче за корнета.
Також існував чин віце-вахмістра у лейб-гвардії кінному полку (1731).
У 1798 році козацькі посади були перетворені на чини, й уніфіковані з загальноімперськими увійшовши до Табелі про ранги. Чин вахмістра, був один майже єдиним, який не був побудований на старому козацькій відповідності. З 1884 року вахмістр був старше за рангом ніж старший урядник, але молодше від підхорунжого.
У XVIII ст. вахмістр як й інші унтер-офіцери відрізнявся від нижчих чинів галунним шиттям на комірі та обшлагах, поміж собою унтер-офіцери не відрізнялися. З 1763 року унтер-офіцери стали розрізнятися поміж себе галунним шиттям на обшлагах: єфрейт-капрал — 1 ряд шиття, каптернамус-2 ряду а вахмістр -3. Наприкінці XVIII сторіччя, розрізнення між унтер-офіцерами знову були скасовані. З 1848 року були введені знаки розрізнення для нижчих чинів та унтер-офіцерів, вахмістри мали за знаки розрізнення широку стрічку (личка) поперек погону.
16 грудня 1917 року після Жовтневого перевороту декретом радянського керівництва було відмінено чини, звання та титули часів Російської імперії. Цей чин ще деякий час використовувався у Білій армії (1917—1921).
При скасуванні полкового устрою у Слобідській Україні (1765) та Лівобережній Україні (1781) козацькій старшині яка переходила служити до новоутворених імперських полків надавалися військові чини згідно Табелі про ранги. Підпрапорні які мали заступати сотницький уряд отримували чин вахмістра.
Знаки розрізнення вахмістрів різних країн
|                           |         |            |                     |           |
| Австро-Угорщина (до 1918) | Австрія | Нідерланди | Німеччина (до 1945) | Швейцарія |

## Поліцейське звання Німеччини

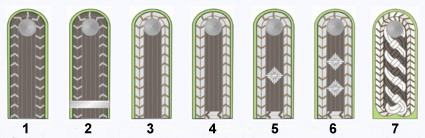
Погони нижніх чинів поліції охорони Німеччини (до 1945). Вахмістр (вахтмайстер) — № 3.

Спеціальне звання «вахмістрів» використовується як звання молодшого складу поліції Німеччини.
У Третьому рейху (1935—1945) звання вахмістрів, з додаванням «поліцейський» (нім. Polizei-) складали собою унтер-офіцерський кістяк поліції, та не мало прямого співвідношення з армійськими фельдфебелями та вахмістрами. В поліції існували звання: унтер-вахмістр (1), ротний вахмістр (2), вахмістр (3), обер-вахмістр (4), дільничний обер-вахмістр (5) та гаупт-вахмістр (6). Знаки розрізнення були подібними до тих, що використовувалися у Вермахті, але не збігалися за рангом. Так поліцейський вахмістр, відповідав унтер-офіцеру Вермахту, й носив відповідні знаки розрізнення (погон з «розірваною» облямівкою).
У Народній поліції у Німецької Демократичної Республіці (1949—1950) зосталися вахмістерські звання для молодшого складу поліції, і були представлені званнями: унтер-вахмістр, вахмістр, обер-вахмістр, гаупт-вахмістр.
У сучасній поліції Німеччини звання вахмістр збереглося у поліції Баварії, як гаупт-вахмістр, та обер-вахмістр.